# Batalla de Campeche
La batalla de Campeche fue un episodio bélico naval de la independencia de Yucatán librado el 16 de mayo de 1843 entre una flota texano-yucateca y la marina mexicana, en las costas de San Francisco de Campeche, en la actualidad capital del estado de Campeche en México.

## Inicios
La República de Texas, presidida por Mirabeau B. Lamar, aún no reconocida por México y en conflicto por ello, recibió una petición de asistencia naval de la República de Yucatán, en rebelión desde principios del año 1841 contra el gobierno centralista de México. Los puertos yucatecos estaban sometidos a un bloqueo de la marina gubernamental, así que Yucatán no podía recibir el menor aprovisionamiento, lo que no dejaba de tener repercusiones lastimosas sobre el desarrollo de su insurrección.
Yucatán había ayudado a Texas en el momento de su guerra de independencia de 1835-1836, también había solventado algunas de sus demandas, que había sido abastecida por los yucatecos en una contrapartida de 8000 dólares de la época al mes. La propuesta yucateca fue aceptada el 18 de septiembre de 1841, y unos barcos texanos fueron enviados a Campeche en socorro de los rebeldes.

## Batalla
Delante del puerto, la marina mexicana mantenía varias unidades, entre las que estaban dos vapores de ruedas: el Moctezuma y el Guadalupe, armados con artillería pesada de 68 libras y mediana de 24 libras. Por su parte, los texanos oponían a estas embarcaciones la balandra Austin y la bricbarca Wharton, que se unirían a la flotilla Yucatense mandada por un oficial texano, el Capitán James D. Boylan, y formada por los barcos de pesca transformados tanto como les fue posible en barcos de guerra. Ambas flotas se enfrentaron en escaramuzas poco concluyentes durante varios días, pero el 16 de mayo, ambos vapores mexicanos fueron sorprendidos por nuevos barcos texanos además de la antigua flotilla de guerra que se encontraba allí.
A pesar de la ventaja innegable que les proporcionaba su modo de propulsión, la superioridad numérica rebelde fue decisiva, los vapores mexicanos fueron derrotados por los veleros opuestos y sufrieron pérdidas importantes tanto humanas como graves averías en los barcos.

## Conclusiones

Cruz Naval de Campeche.

A pesar de la derrota, el gobierno mexicano hizo crear una medalla que glorificaba en estos términos la batalla: "una gran victoria naval para México”.
Pero es verdad que el general y presidente Antonio López de Santa Anna, que dirigía el país, no apreciaba apenas las derrotas: así, algunos años antes en el momento de la Guerra de los pasteles y cuando perdió una pierna en un combate con los franceses en Veracruz, le envió al congreso su pierna, jactándose de haber ganado la batalla.